# Иванов, Александр Михайлович (Герой Советского Союза)
Ивано́в Алекса́ндр Миха́йлович — Герой Советского Союза, начальник радиостанции 461-го стрелкового полка 142-й стрелковой дивизии 23-й армии Ленинградского фронта, рядовой.

## Биография
Родился 5 октября 1923 года в деревне Соснино Сандовского района Тверской области в семье крестьянина. Русский. Член ВКП(б)/КПСС с 1946 года. В 1941 году окончил в городе Павловск Ленинградской области техникум советской торговли.
В августе 1941 года был призван в Красную армию и сентябре того же года участвовал в боях с немецкими войсками под Ленинградом. Службу начал рядовым стрелком, затем стал отличным пулеметчиком, ходил в разведку. Прошел подготовку, освоил радиодело и стал начальником радиостанции. Его рация действовала безотказно в боях при прорыве блокады Ленинграда в январе 1943 года в районе Шлиссельбурга, а также в наступательных боях на Синявинских высотах.
В июне — июле 1944 в период боев на Карельском перешейке, рядовой Иванов, обеспечивал надежную связь батальона с полком. 10 июля с передовыми отрядами форсировал реку Вуокса.
В наградном листе Иванова на представление к званию Героя Советского Союза от 14 июля 1944 года записано:

 В бою за форсирование Вуокси пример героизма и выносливости показал рядовой Иванов. Одним из первых он, под массированным огнем противника, с рацией вступил на левый берег. Тяжелое ранение в обе ноги свалило его. Однако,  он отказался отправиться в медицинский пункт, так как здесь не было радиста, чтобы заменить его. Когда подразделение продвигалось вперед, товарищи несли Иванова  на руках, и, достигнув нового рубежа, опускали на землю и тогда снова начинала работать его рация. Своим мужественным поведением на поле боя... обеспечил беспрерывное управление командира полка третьим стрелковым батальоном... Помог расширить и закрепить захваченный плацдарм...После того, как начал терять сознание, он был госпитализирован 
Указом Президиума Верховного Совета СССР от 24 марта 1945 года «за образцовое выполнение заданий командования и проявленные мужество и героизм в боях с немецко-фашистскими захватчиками» рядовому Иванову Александру Михайловичу присвоено звание Героя Советского Союза с вручением ордена Ленина и медали «Золотая Звезда» (№ 8823).
После войны учился в Киевском военном пехотном училище, но из-за ранений, полученных на фронте, окончить учёбу не удалось. В 1947 году был демобилизован. Вернулся на родину. Работал в колхозе «Путь Ленина» Сандовского района. Но раны давали о себе знать, и пришлось переехать в город Вышний Волочок. В 1951 году экстерном окончил институт советской торговли. До выхода на пенсию в 1964 году работал на фабрике «Пианино». Позднее — на спортивно-гребной базе «Динамо». Скончался 2 июня 1989 года. Похоронен  на кладбище города Вышний Волочёк Тверской области.
Награждён орденами Ленина, Отечественной войны 1-й степени, медалями.

## Память
- В честь А.М. Иванова названа деревня (посёлок) Иваново Приозерского района Ленинградской области
- Памятный знак в посёлке Иваново [3]